# 百希夜行
『百希夜行』（きゃっきやこう）は、ASCAの2枚目のオリジナルアルバム。2021年1月27日にSACRA MUSICからリリースされた。

## 概要
前作『百歌繚乱』から約1年2か月ぶりにリリースされた2枚目のアルバムである。テレビアニメ『ダーウィンズゲーム』のオープニングテーマの「CHAIN」、テレビアニメ『魔法科高校の劣等生 来訪者編』のオープニングテーマの「Howling」の2つのシングル曲の他に、西川貴教とコラボレーション楽曲である「天秤 -Libra-」のアルバムバージョン。さらに、アプリゲーム『ソードアート・オンライン アリシゼーション・ブレイディング』の主題歌である「進化論」、VRゲーム『ALTDEUS:Beyond Chronos』のテーマソングである全歌詞英語の「DESIRE」を含む全11曲が収録されている。
アルバムのタイトルは、2020年のASCAのテーマであった「ファンの皆さんを最高の場所に引き連れていきたい」から「百鬼夜行」と言う言葉に辿り着き、アルバムに希望というテーマを多く詰め込んだことに合わせて一文字もじって「鬼」を「希」に変更したことからつけられた。
アルバムに参加しているクリエイター陣には、ASCAがリスペクトしている阿部真央、TeddyLoidの他に、親交の深いアーティストである足立佳奈、MaRuRi（まるりとりゅうが）、mizuki（UNIDOTS）が参加している。
通常盤、初回生産限定盤、完全生産限定盤の3形態でリリースされている。初回生産限定盤と完全生産限定盤にはBlu-rayが付属しており、シングル曲とタイアップ曲4曲のMusic Videoの他に、初回生産限定盤には「ASCA LIVE TOUR 2019 -百歌繚乱-」のライブ映像のダイジェストビデオ。完全生産限定盤には8曲の「ASCA LIVE TOUR 2019 -百歌繚乱-」のライブ映像がそれぞれ収録されている。さらに、完全生産限定盤にはPhotobookが付属しており、三方背BOX仕様となっている。

## 収録曲
| #         | タイトル | 作詞            | 作曲                 | 編曲      | 時間  |
| --------- | --- | --------------- | -------------------- | --------- | ----- |
| 1.        | 「進化論」(アプリゲーム『ソードアート・オンライン アリシゼーション・ブレイディング』主題歌)                     | ASCA、重永亮介  | 重永亮介             | 重永亮介  | 3:57  |
| 2.        | 「CHAIN」(テレビアニメ『ダーウィンズゲーム』オープニングテーマ)                                                 | ASCA、重永亮介  | 重永亮介             | 重永亮介  | 4:02  |
| 3.        | 「Howling」(テレビアニメ『魔法科高校の劣等生 来訪者編』オープニングテーマ)                                      | ASCA、Saku      | Saku                 | Saku      | 4:07  |
| 4.        | 「regain」 | 阿部真央        | 阿部真央             | 重永亮介  | 3:19  |
| 5.        | 「SAYONARA」 | ASCA、津波幸平  | 津波幸平             | 津波幸平  | 3:42  |
| 6.        | 「曖・アイ・愛」                                                                                                | Saku            | Saku                 | Saku      | 3:17  |
| 7.        | 「天秤 -Libra- 百希夜行ver. 西川貴教＋ASCA」(テレビアニメ『白猫プロジェクト ZERO CHRONICLE』オープニングテーマ) | RUCCA           | 菊田大介             | 菊田大介  | 4:46  |
| 8.        | 「DESIRE」(VRインタラクティブストーリーアクション『ALTDEUS:_Beyond_Chronos』テーマソング)                       | R!N             | 郡陽介               | 郡陽介    | 3:58  |
| 9.        | 「命に嫌われている。」(カンザキイオリの楽曲のカバー)                                                            | カンザキイオリ  | カンザキイオリ       | HALAmin.  | 4:34  |
| 10.       | 「君の街へ」 | ASCA            | ASCA、Saku、重永亮介 | AS課      | 4:20  |
| 11.       | 「Wings to fly feat.足立佳奈, MaRuRi, mizuki」                                                                  | ASCA、TeddyLoid | TeddyLoid            | TeddyLoid | 3:47  |
| 合計時間: | 合計時間: | 合計時間:       | 合計時間:            | 合計時間: | 43:49 |

| #  | タイトル                                        | 作詞 | 作曲・編曲 |
| -- | ----------------------------------------------- | ---- | ---------- |
| 1. | 「CHAIN（Music Video）」                        |      |            |
| 2. | 「命に嫌われている。（Music Video）」           |      |            |
| 3. | 「Howling（Music Video）」                      |      |            |
| 4. | 「進化論（Music Video）」                       |      |            |
| 5. | 「ASCA LIVE TOUR 2019 -百歌繚乱- DIGEST MOVIE」 |      |            |

| #   | タイトル                                   | 作詞 | 作曲・編曲 |
| --- | ------------------------------------------ | ---- | ---------- |
| 1.  | 「CHAIN（Music Video）」                   |      |            |
| 2.  | 「命に嫌われている。（Music Video）」      |      |            |
| 3.  | 「Howling（Music Video）」                 |      |            |
| 4.  | 「進化論（Music Video）」                  |      |            |
| 5.  | 「凛 at Shibuya O-EAST」                   |      |            |
| 6.  | 「雲雀 at Shibuya O-EAST」                 |      |            |
| 7.  | 「CHAIN at Shibuya O-EAST」                |      |            |
| 8.  | 「道シルベ at Shibuya O-EAST」             |      |            |
| 9.  | 「セルフロンティア at Shibuya O-EAST」     |      |            |
| 10. | 「NO FAKE at Shibuya O-EAST」              |      |            |
| 11. | 「RESISTER at Shibuya O-EAST」             |      |            |
| 12. | 「このメロディに乗せて at Shibuya O-EAST」 |      |            |